# ایران و داعش

تصویر پرچم داعش

ایران یکی از جنگ‌کنندگان با داعش در سوریه و عراق است؛ هر چند بر پایهٔ گزارش برخی از منابع در این باره، تردیدهایی وجود دارد.
از سوی برخی منابع خبری، روابط ایران و داعش درهم تنیده‌است.
اقدامات ایران در مقابله با داعش، بیشتر توسط سپاه قدس انجام شده‌است.

## فرماندهی ارتش عراق
روزنامه ساندی تایمز انگلیس و وال‌استریت ژورنال مدعی شدند که ایران فرماندهی ارتش از هم فروپاشیده عراق را برعهده گرفته تا با نیروهای داعش مقابله کند و قاسم سلیمانی فرمانده سپاه قدس ایران، عملیات دفاع از بغداد پایتخت عراق را در مقابل حملات نیروهای گروه داعش، فرماندهی می‌کرد.
یک منبع عراقی نیز مدعی‌شد: قاسم سلیمانی با ۶۷ مشاور ارشد خود به عراق سفر کرد و فرماندهی عملیات‌ها را برعهده گرفت و بر استقرار نیروهای عراقی و برنامه‌ریزی برای عملیات، نظارت داشت.

## درستی یا نادرستی کمک نظامی ایران
بنابر گزارش روزنامه نیویورک تایمز، ایران روزانهٔ ۱۴۰ تُن تسلیحات نظامی به عراق ارسال می‌کرد که در قالب دو پرواز روزانه به فرودگاه بغداد انجام می‌گرفت. این کمک‌های مالی، جدا از حضور قاسم سلیمانی و مستشاران نظامی ایران در این کشور بود. ایران این قبیل گزارش‌ها را رد می‌کند و اعلام کرده، تنها در صورت درخواست رسمی مقامات عراقی، به این کشور کمک نظامی خواهد کرد. امیر عبداللّهیان معاون وزارت خارجه می‌گوید اگر عراق درخواست نماید؛
در چارچوب حقوق بین‌الملل و قراردادهای متعارف و روشن تجهیزات نظامی به عراق ارسال خواهیم کرد. وی درعین حال افزود: تاکنون درخواستی نشده و عراق از توانایی لازم برخوردار است. روزنامه اطلاعات نوشت برخی از منابع خبری پیش از این مدعی شده بودند که ایران تجهیزات نظامی از جمله هواپیماهای بدون سرنشین به عراق ارسال کرده‌بود.

## ارسال هواپیمای جنگنده
مؤسسه بین‌المللی پژوهش‌های استراتژیک در لندن (IISS) در روز (۲ ژوئیه/۱۱ تیر) در گزارشی خبر داد، شواهدی به دست آمد که حاکی از ارسال سه فروند جت جنگنده سوخو ۲۵ از سوی ایران به عراق بود. هواپیماهای سوخو به قطعاتی مختلف تقسیم شده بودند و با هواپیمای ترابری نظامی (پرواز مستقیم) به عراق تحویل داده شدند. این نوع جنگنده سوخو تنها در اختیار ایران است (این جنگنده‌ها رنگ و شماره مخصوص ایران را داشتند) و ایران این جت‌ها را همراه با خلبانانش به عراق داد. در گزارش نوشت شد که ایران دست‌کم ۱۰ خلبان از نیروی هوایی سپاه پاسداران انقلاب اسلامی را نیز به عراق فرستاده که در پروازهای عملیاتی به خدمت گرفته خواهندشد. همچنین خلبان ایرانی، شجاعت علمداری مورجانی در سامرا کشته و پیکر وی در ۱۳ تیر در شیراز تشییع‌شد.

## نیروهای ویژه ایرانی
در ۱۰ مرداد ۱۳۹۳ العربیه به نقل از الشرق الاوسط ادعا کرد که ۲۰۰ نیروی ویژه ایرانی با تسهیلات ارائه‌شده از سوی حزب اتحادیه میهنی کردستان به ریاست جلال طالبانی وارد استان کرکوک شدند. یک مسئول امنیتی کُرد در کرکوک گفت: «نیروهای ایرانی، نیروهای ویژه هستند که آموزش جنگ چریکی دیده‌اند. آن‌ها در دو روستای حسین‌اسلام و الامان در استان کرکوک مستقر شده‌اند. ایرانیان می‌گویند که برای جنگ علیه داعش، حمایت از مزارهای شیعه و شکست محاصرهٔ روستای شیعه ترکمن امرلی آمده‌اند.»

## کشته‌های سپاه پاسداران در عراق
1. شجاعت علمداری مورجانی[۲۳]
2. روح‌الله مهرابی[۲۴]
3. حمیدرضا مرادی[۲۴]
4. حمیدرضا زمانی[۲۵]
5. وجاهت علی (تبعه پاکستان مقیم قم)[۲۴]
6. ذیشان حیدر (تبعه پاکستان مقیم قم)[۲۴]
7. سید نقی سیدحسینی (تبعه پاکستان مقیم قم)[۲۶]
8. سید مقبول حسینی (تبعه پاکستان مقیم قم)[۲۶]
9. باقر حسین (تبعه پاکستان مقیم قم)[۲۷]
10. سید تهذیب الحسن نقوی (تبعه پاکستان مقیم قم)[۲۷]
11. سیدمحمد تقی شمسی (تبعه پاکستان مقیم قم)[۲۷]
12. سید زاهد حسین نقوی (تبعه پاکستان مقیم قم)[۲۸]

### فتوای مکارم شیرازی
ناصر مکارم شیرازی، با صدور پیامی در پی حملات داعش به کشور عراق، گفت: «دفاع از تمامیت عراق مخصوصاً عتبات عالیات بر همه علاقه‌مندان به اسلام و اهل‌بیت به عنوان جهاد فی سبیل‌الله واجب است.»

## تهدید حکومت ایران از سوی داعش
ایران دارای جمعیت شیعه است؛ در حالی که داعش از نظر اعتقادی، ضد شیعه است و هزاران تن از شیعیان - که آن‌ها را کافر می‌داند - کشته‌است. داعش پس از گسترش سریع در عراق، بدل به تهدیدی در فاصله تنها چند کیلومتری از مرز غربی ایران شد. وجود گروه‌های جهادگرای سنی مستقر در پاکستان در شرق ایران و منازعه در جریان بلوچستان، زنگ خطر را برای واکنش‌های بیشتر در آن به صدا درآورد.

## حمله هوایی به مواضع داعش
ابراهیم رحیم‌پور، معاون وقت وزارت امور خارجه ایران، در ۱۴ آذر ۱۳۹۳ بمباران و حمله هواپیماهای ایرانی به گروه حکومت اسلامی در عراق را تأیید کرد و گفت که هدف از این حملات «دفاع از منافع دوستان ما در عراق بوده‌است و هرگونه عملیات نظامی برای کمک به دولت عراق، منوط به درخواست این دولت است.» وزارت دفاع ایالات متحده آمریکا (پنتاگون) وقوع چنین حملاتی را تأیید و جان کری، وزیر امور خارجه آمریکا، نیز از آن استقبال کرد.

## رابطه جمهوری اسلامی و داعش
به نوشته توتونچیان، نظام جمهوری اسلامی ایران، افزون بر ارتباط با القاعده و طالبان با داعش نیز ارتباط دارد.
به گزارش روزنامه «واشینگتن پست» و دانشگاه «هاروارد»، سازمان اطلاعات سوریه و نظام جمهوری اسلامی ایران در پایه‌گذاری داعش نقش داشتند و آن را برای رویارویی با ارتش آزاد سوریه و نیز جهنم نمودن عراق برای ایالات متحده آمریکا پدیدآوردند.
همچنین بر پایهٔ برخی از منابع رسمی، نقش قاسم سلیمانی و نظام جمهوری اسلامی ایران در فروپاشی داعش، افسانه است و بلکه آن‌ها یکی از علل ایجاد و تقویت داعش نیز بوده‌اند.